# Особняк братьев Крстичей
Особняк братьев Крстичей (серб. Дом браће Крстић) — памятник культуры, расположенный в Белграде по улице короля Милутина, дом 5.
Особняк братьев Крстичей построен в конце XIX века, как представительный жилой дом. В связи с отсутствием сведений, на основании некоторых элементов украшений, предполагается, что автором проекта мог бы являться архитектор Йован Илкич. Вскоре после того, как дом был построено, в него поселилась семья Крстичей, в нем родились известные архитекторы Петр и Бранко.
Особняк братьев Крстичей является одним из редких уцелевших небольших жилых домов на территории между площадью Теразие и площадью Славия.
Дом был восстановлен в первом десятилетии XXI века.

## История
Дом братьев Крстичей построен около 1895 года. Подрядчиком был Гавра Сабовлевич, построивший дом в качестве «дома, сдаваемого в аренду», но вскоре он продал его родителям братьев Крстичей. В этом доме родились Петр (1899) и Бранко Крстичи (1902). Их отец умер очень рано, в 1904 году. По окончании школы, братья Крстичи занимались в комнатах, расположенных со стороны внутреннего двора, жилые комнаты находились со стороны улицы. В доме, расположенном во дворе, достроенном сразу после Первой мировой войны, было создано проектно-строительное бюро «Архитект», основателями которого были Милан Секулич, М. Петрович-Обучина и Драгиша Брашован. Дом формально поменял владельца в середине пятидесятых годов после того как умерла мать братьев, а Петр и Бранко создали свои семьи. Некоторое время спустя имущество было разделено на две равные доли, без каких-либо изменений в планировке помещений.

## Описание
Здание на Улице короля Милютина д. 5 в Белграде является одноэтажным семейным особняком с четырьмя комнатами, окружающими вестибюль и помещениями в подвале, используемыми в качестве вспомогательных помещений. Обстановка квартиры обычное, причем пол и цоколь в вестибюле выполнены из мрамора, а потолок одного из помещений является деревянным и кесонным.

## Значение
Особняк братьев Крстичей является одним из редких сохранившихся небольших жилых домов на территории между площадью Теразие и Площадью Славия. Судя по богатым профилям окон, можно предположить, что автором здания был архитектор Йван Илкич. Значение здания заключается в том, что здесь речь идет об сохранившемся окружении, в котором создавались ценные произведения архитектуры знаменитых архитекторов братьев Петра и Бранка Крстича, что придает ему культурно-историческое значение. Особняк братьев Крстичей признан памятником культуры.